# Diabon
Diabon ist eine eingetragene Marke der SGL CARBON SE und bezeichnet einen Werkstoff aus Graphit, der säure-, hitze- und korrosionsbeständig ist.
Diabon ist ein Kunstwort. Der auch Apparatebaugrafit genannte Werkstoff eignet sich aufgrund seiner Beschaffenheit besonders gut zum Bau von Wärmeübertragern.

## Zusammensetzung
Diabon besteht überwiegend aus polykristallinem Graphit, dessen offene Poren mit Hilfe eines Phenolharzes geschlossen werden, sodass ein gas- und flüssigkeitsdichtes Material entsteht.
Je nach Verwendungszweck werden unterschiedliche Anteile an kristallinem Kohlenstoff und Imprägnierungskunststoff verwendet; außerdem haben das Porenvolumen und die Porengrößenverteilung Einfluss auf die Werkstoffeigenschaften.

## Stoffeigenschaften
Der Werkstoff ist beständig gegen die meisten konzentrierten Säuren, wie Salzsäure, Flusssäure, Phosphorsäure und Schwefelsäure und gegen wässrige Lösungen, die Halogenide, Nitrate oder Sulfate enthalten. Diabon ist nicht beständig gegen stark oxidierende Stoffe, wie Salpetersäure, Oleum oder Chromsäure.